# Албански национализам
Албански национализам је група националистичких идеја и концепата међу Албанцима који су формирани у 19. веку током периода који се назива Албански народни препород (алб. Rilindja). Термин је такође асоцијација на сличне концепте попут албанизма и паналбанизма, као и идеје које воде ка успостављању Велике Албаније.
Делови ових идеологија су прихваћени током постојања социјалистичке Народне Републике Албаније (1945—1991), која је више била усредсређена на идеју да су Албанци потомци Илира, као и преузимање историје античких Грка као историје Албаније. Током режима Енвера Хоџе, историчари и археолози су коришћени како би се пронашла веза између Илира и Албанаца. Међутим, основне вредности Албанског народног препорода остале су и данас, док је идеологија развијена у социјалистичкој Албанији делимично присутна и у Албанији и на Косову и Метохији.
Албански национализам придаје велику важност могућности илирског присуства у албанској етногенези. У 19. веку Албанци су имали идеје да су потомци Пелазга и Етрураца, Илира, античких Македонаца и Епираца који имају пелазгијско порекло. Ове идеје образују национални мит којим се омогућава стварање независности и самоодређивања, као и иридентистичких покрета.